# Wensput

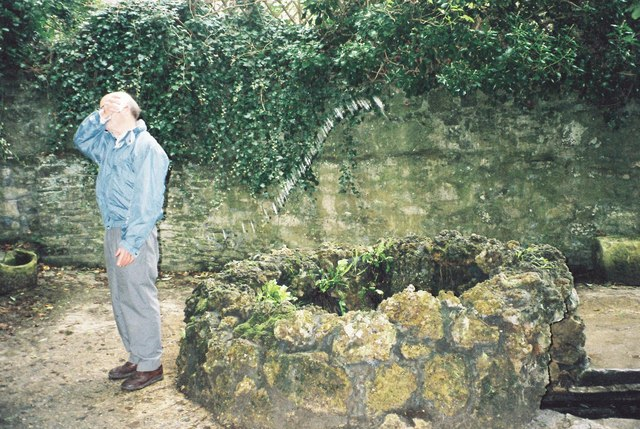
Bij de wensput van Upwey (Dorset) moet men met de rug naar de wensput staan met een kopje in de linkerhand, men gooit dan water over de rechterschouder in de wensput

Een wensput is een waterbron of vijver waar men een wens kan doen door er muntgeld in te werpen, in de hoop op vervulling van de wens. Een mogelijke verklaring voor dit gebruik is dat in voorchristelijke tijden bronnen en dergelijke in verband gebracht werden met bepaalde godheden, die men door een offer gunstig kon stemmen. Dit gebruik zou dan na de kerstening zijn blijven voortbestaan en geworden zijn tot wat het tegenwoordig is.

## Toerisme
Vaak wordt een wensput of iets soortgelijks gezien als toeristische attractie. De Trevifontein in Rome is er een bekend voorbeeld van. Ook hebben attractieparken zoals De Efteling wensputten aangelegd.  

## Cultuur
Het gebruik van wensputten kan worden herleid tot oude beschavingen, waar waterbronnen vaak als heilig werden beschouwd. In het oude Rome geloofden mensen bijvoorbeeld dat watergoden gunstig gestemd konden worden door offers in water te gooien. In andere culturen werden vergelijkbare praktijken waargenomen.

## In taal en cultuur
- Een wensput speelt een grote rol in De wrede wensput, een stripverhaal uit de reeks van Suske en Wiske.
- Diverse orecagelegenheden dragen 'Wensput' in hun naam.